# Mary Staton
Mary Staton (geboren ca. 1944) ist eine amerikanische Science-Fiction-Autorin.
Sie hat bislang zwei Romane veröffentlicht. Der erste war From the Legend of Biel, 1975 bei Ace Books erschienen, in dem es um die Hinterlassenschaften einer fortgeschrittenen Zivilisation auf einem erdähnlichen Planeten geht. Der Versuch, eine Nachricht dieser Zivilisation zu entschlüsseln, mündet in eine Katastrophe.
2007 veröffentlichte Staton einen weiteren Roman, Wilderness of the Heart – Seven Gates, eine in einer fernen Zukunft angesiedelte Dystopie, in der es um den Konflikte zwischen den vier letzten Kulturen der Menschheit geht, nämlich Great City, der letzten Stadt auf der Erdoberfläche, den Space States, die in vier riesigen Mutterschiffen auf der Suche nach einer neuen Erde die Galaxis erkunden, der unterirdischen Despotie von SubTurra und schließlich den im Untergrund hausenden Steinzeitleuten, zu denen der Protagonist, ein Flüchtling aus Great City verschlagen wird.

## Bibliografie
- From the Legend of Biel (1975)
- Wilderness of the Heart – Seven Gates (2007)